# Canyon-SRAM/2023

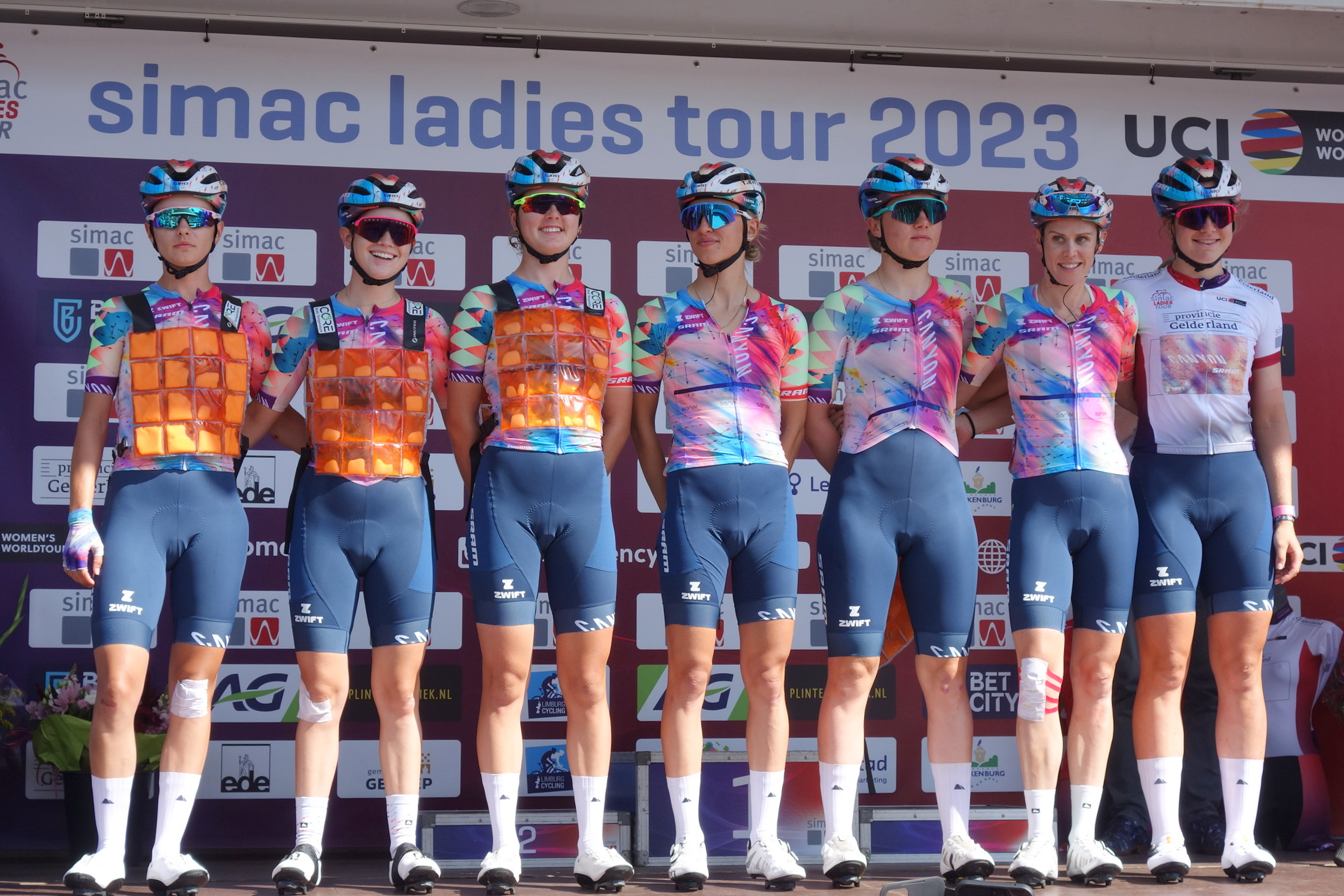
De ploeg in de Simac Ladies Tour 2023.

Deze pagina geeft een overzicht van de vrouwenwielerploeg Canyon-SRAM in 2023.

## Algemeen
Algemeen manager: Ronny Lauke
Ploegleiders: Magnus Bäckstedt, Beth Duryea
Fietsmerk: Canyon

## Renners

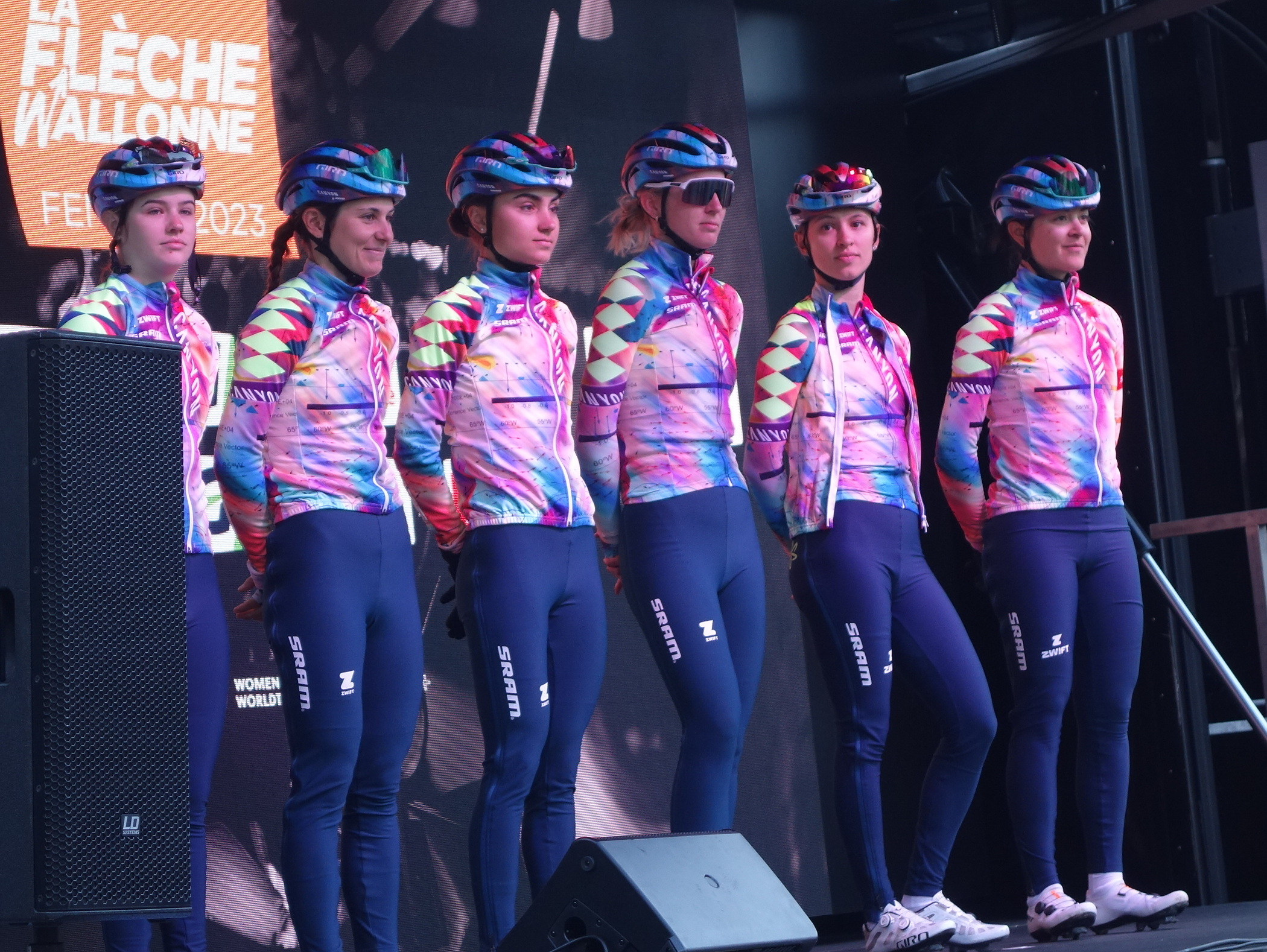
De ploeg in de Waalse Pijl 2023.

| Naam                     | Geboortedatum     | Nationaliteit       | Ploeg 2022                           |
| ------------------------ | ----------------- | ------------------- | ------------------------------------ |
| Zoe Bäckstedt*           | 24-09-2004        | Verenigd Koninkrijk | -                                    |
| Ricarda Bauernfeind      | 01-04-2000        | Duitsland           | Canyon//SRAM Generation              |
| Shari Bossuyt            | 5 september 2000  | België              |                                      |
| Neve Bradbury            | 11 april 2002     | Australië           |                                      |
| Elise Chabbey            | 24 april 1993     | Zwitserland         |                                      |
| Tiffany Cromwell         | 6 juli 1988       | Australië           |                                      |
| Chloé Dygert             | 01-01-1997        | Verenigde Staten    |                                      |
| Alex Morrice             | 25-04-2000        | Verenigd Koninkrijk | ?                                    |
| Antonia Niedermaier      | 20-02-2003        | Duitsland           | Canyon//SRAM Generation              |
| Katarzyna Niewiadoma     | 29 september 1994 | Polen               |                                      |
| Soraya Paladin           | 4 mei 1993        | Italië              |                                      |
| Pauliena Rooijakkers     | 12 mei 1993       | Nederland           |                                      |
| Sarah Roy                | 27 februari 1986  | Australië           |                                      |
| Agnieszka Skalniak-Sójka | 22-04-1997        | Polen               | ATOM Deweloper Posciellux.pl Wrocław |
| Alice Towers             | 12-10-2002        | Verenigd Koninkrijk | Le Col-Wahoo                         |
| Maike van der Duin       | 12-09-2001        | Nederland           | Le Col-Wahoo                         |

* vanaf 1/9

### Vertrokken
| Naam             | Geboortedatum     | Nationaliteit       | Ploeg 2023           |
| ---------------- | ----------------- | ------------------- | -------------------- |
| Alena Amialiusik | 6 februari 1989   | Wit-Rusland         | UAE Team ADQ         |
| Alice Barnes     | 17 juli 1995      | Verenigd Koninkrijk | Human Powered Health |
| Ella Harris      | 18 juli 1998      | Nieuw-Zeeland       | Le Col-Wahoo         |
| Mikayla Harvey   | 7 september 1998  | Nieuw-Zeeland       | UAE Team ADQ         |
| Lisa Klein       | 15 juli 1996      | Duitsland           | Trek-Segafredo       |
| Maud Oudeman     | 29 september 2003 | Nederland           | Jumbo-Visma          |

## Overwinningen
| Wereldkampioenschappen wielrennen Tijdrit: Chloé Dygert Tijdrit U23:Antonia Niedermaier Wereldkampioenschappen gravel Katarzyna Niewiadoma Europese kampioenschappen wielrennen Tijdrit U23:Zoe Bäckstedt Kampioenschappen Polen - tijdrit: Agnieszka Skalniak Verenigde Staten - tijdrit: Chloé Dygert Verenigde Staten - wegrit: Chloé Dygert Duitsland - tijdrit U23: Antonia Niedermaier Ronde van Normandië 3e etappe: Shari Bossuyt Ronde van Burgos Ploegenklassement: *1) RideLondon Classique 2e etappe: Chloé Dygert Ronde van Thüringen Jongerenklassement Neve Bradbury | Ronde van de Pyreneeën Bergklassement: Antonia Niedermaier Jongerenklassement: Antonia Niedermaier Ronde van Zwitserland Bergklassement: Elise Chabbey Ronde van Italië 5e etappe: Antonia Niedermaier Tour de France Femmes 5e etappe: Ricarda Bauernfeind Bergklassement: Katarzyna Niewiadoma Ronde van Scandinavië Bergklassement: Elise Chabbey Simac Ladies Tour Jongerenklassement: Zoe Bäckstedt Ronde van Romandië Jongerenklassement: Ricarda Bauernfeind |  |

*1) Ploeg Ronde van Burgos: Dygert, Morrice, Paladin, Roy, Skalniak
2002 · 2003 · 2004 · 2005 · 2006 · 2007 · 2008 · 2009 · 2010 · 2011 · 2012 · 2013 · 2014 · 2015 · 2016 · 2017 · 2018 · 2019 · 2020 · 2021 · 2022 · 2023  · 2024 · 2025
Canyon-SRAM · DSM · EF Education-TIBCO-SVB · FDJ-SUEZ · Fenix-Deceuninck · Human Powered Health · Israel Premier Tech Roland · Jayco AlUla · Jumbo-Visma · Liv Racing TeqFind · Movistar · SD Worx · Trek-Segafredo · UAE Team ADQ · Uno-X